# Ponts de Billancourt
Les ponts de Billancourt sont deux ponts routiers reliant Boulogne-Billancourt, au nord (place du Pont-de-Billancourt, entre le quai de Stalingrad et le quai du Point-du-Jour), à Issy-les-Moulineaux, au sud (place de la Résistance, au quai de la Bataille-de-Stalingrad), qui sont séparés l'un de l'autre par l'île Saint-Germain, où ils prennent le nom de boulevard des Îles, anciennement rue Jules-Gévelot.
Ce sont les ponts les plus en aval de l'île. Lors d'un comptage effectué en 2011 au moyen du système informatisé de télésurveillance et de régulation du trafic (SITER), le trafic moyen journalier annuel s'élevait à 18 711 véhicules.

## Historique

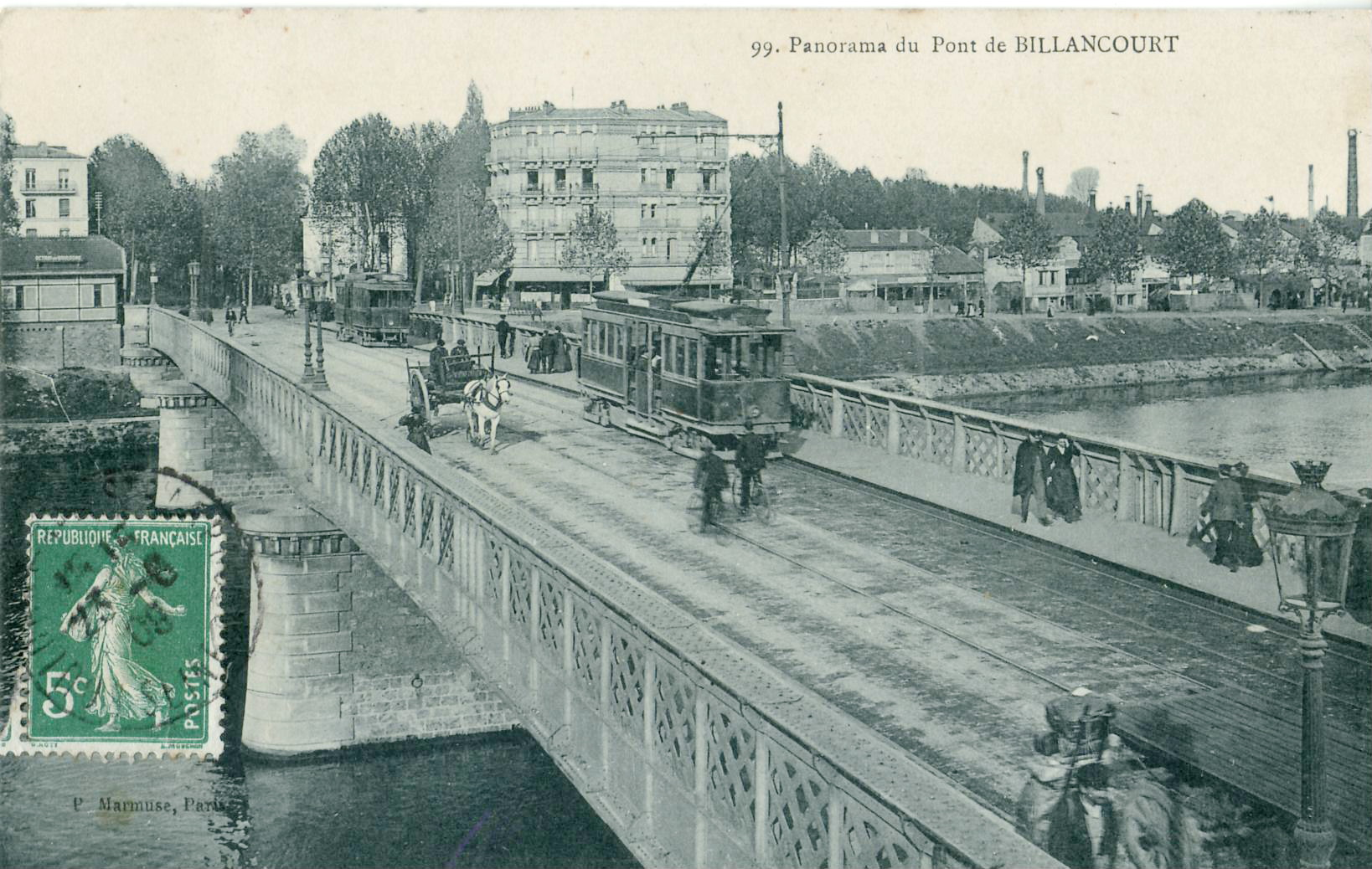
Le pont de Billancourt, au tout début du XX, permettant le passage de lignes des tramways parisiens.

Les premiers ponts sont construits en 1862 pour relier les communes d'Issy-les-Moulineaux à Boulogne. Détruits durant le siège de Paris de 1870-1871, ils sont reconstruits en 1872. Le trafic sur les ponts ayant massivement augmenté dans la deuxième partie du XXe siècle, les pouvoirs publics régionaux décident de les détruire en 1988 pour réaliser deux ouvrages de plus grand gabarit qui sont inaugurés vers 1990.

## Représentations artistiques
Le pont de Billancourt a été représenté par une toile d'Albert Marquet en 1904 et par un tableau d'Alexandre Altmann en 1914.

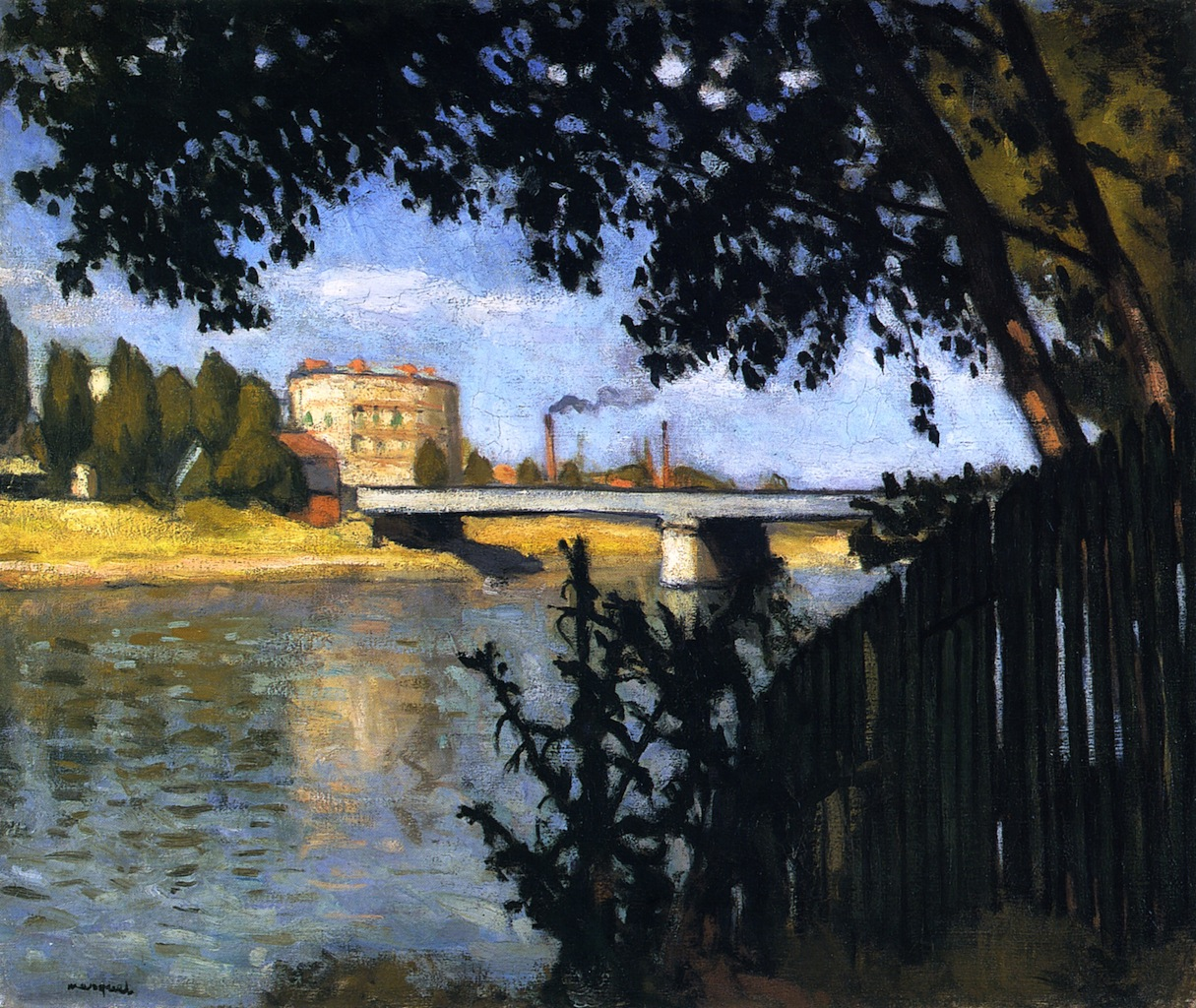
Le pont de Billancourt, Albert Marquet, 1904, collection particulière.
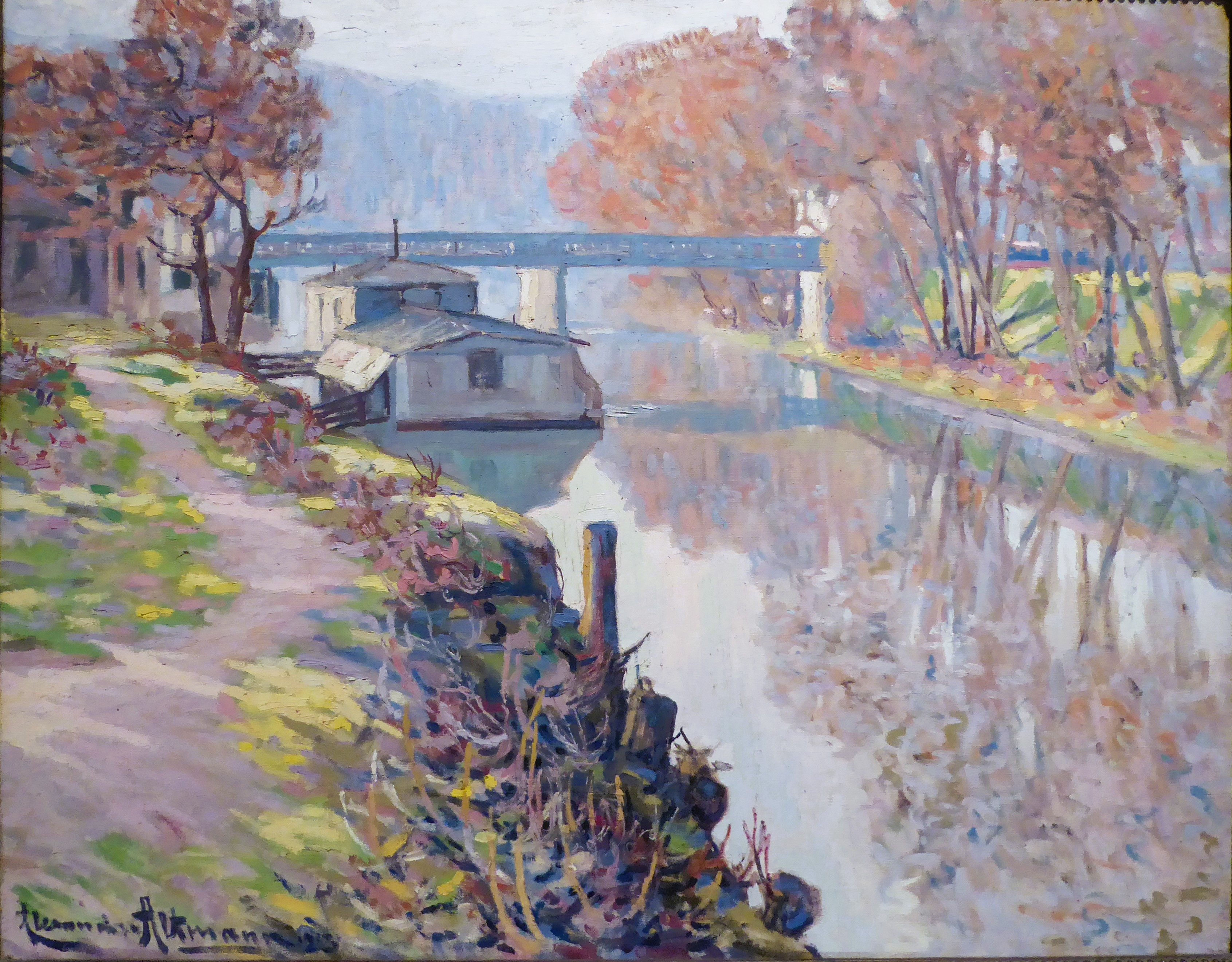
Le Pont de Billancourt, Alexandre Altmann, 1914, musée d'Art et d'Histoire de Dreux.